# Sassel
Pour les articles homonymes, voir Sassel (homonymie).
Sassel est une localité et une ancienne commune suisse du canton de Vaud, située dans la commune de Valbroye et le district de la Broye-Vully.

## Histoire
Sassel fut mentionné en 1177 sous le nom de Sases. Le village était situé sur la route médiévale Payerne-Orbe. Sassel dépendait de l'abbaye de Payerne. Dès le XIIe siècle, à la suite d'une donation du chanoine Emmo de Sassel, une partie du village appartint au chapitre de Lausanne. Sassel releva directement du gouverneur (bailli) de Payerne de 1536 à 1798. En 1792, l'un des deux signaux d'alarme du gouvernement s'y trouvait.
Sous la République helvétique, la commune fut rattachée dans le district d'Estavayer-le-Lac dans le canton de Fribourg. Elle chercha dès 1802 à rejoindre le canton de Vaud. Elle fit partie du district de Payerne de 1803 à 2006. Rattachée à la paroisse de Granges-près-Marnand, Sassel envoyait sous le régime bernois un assesseur au consistoire. On y trouve la chapelle Saint-André attestée en 1503, au plafond en berceau lambrissé, et une institution pour vieillards depuis 1930. Afin de préserver une vie sociale, la commune acheta le café et la grande salle en 1980. Le village est resté agricole.
Lors des référendums du 15 juin 2010, les communes de Cerniaz, Combremont-le-Grand, Combremont-le-Petit, Granges-près-Marnand, Marnand, Sassel, Seigneux et Villars-Bramard ont validé une fusion pour former une nouvelle commune, Valbroye, qui a vu le jour au 1er juillet 2011.

## Démographie
Sassel compte 14 feux en 1742 puis 165 habitants en 1764, 303 en 1850, 317 en 1900, 215 en 1950 et 148 en 2000.

## Protection
Sassel est inscrit dans l'Inventaire fédéral des sites construits à protéger en Suisse.